# ぶらぶらサタデー
『ぶらぶらサタデー』は、2012年4月7日からフジテレビおよび一部の系列局で毎週土曜日の12:00 - 13:30に放送されている旅・バラエティ番組の放送枠（2013年3月までは12:30 - 13:30の放送）。2015年3月28日までは毎週の放送枠であったが、2015年4月から2016年3月までは「タカトシ温水の路線バスで!」を放送する場合に、『ぶらぶらサタデー・タカトシ温水の路線バスで!』として月1 - 2回の放送に移行していた。2016年4月2日からは再び毎週土曜日の12:00 - 13:30に放送している。

## 概要
これまでフジテレビで週末を中心に放送されていた、いわゆる"ぶらり旅番組"シリーズがレギュラー枠の番組となったもの。週替わりで、芸能人が有名観光地や街の路地裏を旅する様子を送る。
開始時には、過去に年4、5回のペースで単発放送されて好評を得た「美川憲一&はるな愛のぶらり旅」と、「有吉くんの正直さんぽ」の2つの企画を放送。2012年9月から「タカトシ温水の明日行ける!小さな旅」がこの枠で放送されることになった。
2012年11月14日、『秋のハッピーぶらり旅スペシャル!』としてゴールデン枠で3時間SP、2013年3月8日、ゴールデン枠で『春のハッピーぶらり旅スペシャル』として東海テレビ放送も含む2時間SPが放送された。春のSPは関西テレビでは19:56〜のみ放送されたため、前半の「有吉くんの正直さんぽ」は未放送。
番組開始から2013年3月30日までは土曜12:30 - 13:30枠で放送されていたが、2013年4月6日から土曜12:00 - 13:30枠となった。
また、「タカトシ温水」については枠拡大に伴い同日放送分より沿線食べ歩き企画が復活したが、2013年10月以降は内容が路線バスの旅に変更されている。
2015年3月28日をもって土曜12:00 - 13:30枠での放送を終了することになった。後番組の『正直さんぽ』では、当番組で放送されていた「有吉くんの正直さんぽ」と2014年12月27日に当番組の特別編として放送された「正直女子さんぽ」を放送することになった。このため、当番組で放送されていた「タカトシ温水の明日行ける!小さな旅」は放送時間を変更すると同時に、「ぶらぶらサタデー タカトシ温水の路線バスで!」として、月に1度の放送になった（変更第1回目は、2015年4月25日のチャンネル∑枠で放送）。なお、日曜16:00 - 17:25の『日曜スペシャル』枠で放送するときのみ、「タカトシ&温水の路線バスで!」として放送されていた。2015年6月のみ放送がなかったが、2015年7月は同年3月以来4か月ぶりに月2回放送され、同年8月以降も月1〜2回放送されるようになった。
2016年3月26日をもって『正直さんぽ』が終了し、2016年4月2日から1年ぶりに当番組が放送されることになった。これにより、「有吉くんの正直さんぽ」および「タカトシ温水の路線バスで!」が2015年3月までの体制に戻ることになった。ただし、それまでの2週毎（有吉→有吉→タカトシ→タカトシ の繰り返し）の放送から、隔週交代での放送に変更した（有吉→タカトシ→有吉→タカトシの繰り返し）。また、「ぶらぶらサタデー」としてのオープニングは廃止され、「有吉」または「タカトシ」が冒頭からいきなり始まる形式になった。一方、「正直女子さんぽ」は現段階で単発枠を含め放送はなく、番組ホームページからも過去の放送分の店舗情報は削除されている。「正直女子さんぽ」に代わる新たな単発企画として、2014年より主に前述の『日曜スペシャル』枠で放送されていた「フットボールアワーの離島へ行こう!」が2016年6月18日に放送されることになり、以後「タカトシ」の放送予定週の一部を使い、年2,3回程度放送されていたが、2018年3月17日をもって終了した（例：有吉→フット→有吉→タカトシ→有吉 となっていた）。
2018年3月31日から2018年4月14日までの3週間にわたって当番組の時間に別番組が放送されるため放送休止（ただし、2018年3月31日は土曜15:30 - 17:30枠で「タカトシ&温水の路線バスで!」が放送された）。
2019年3月30日の「タカトシ温水の路線バスで!」では12:00 - 15:25の3時間25分の拡大スペシャルとして放送された。
2019年6月29日は当枠で「有吉くんの正直さんぽ」を放送し、土曜スペシャル(15:30 - 17:20)枠で「タカトシ温水の路線バスで!」を放送。
2019年11月23日の「タカトシ温水の路線バスで!」は土曜スペシャル(15:30 - 17:30)枠にて放送された（当日、当枠は休止され同時間帯は「かたらふ」を放送。）

## 出演者
有吉くんの正直さんぽ
- 有吉弘行
- 生野陽子（フジテレビアナウンサー）[2]

タカトシ温水の明日行ける!小さな旅→タカトシ温水の路線バスで!
- タカアンドトシ（タカ・トシ）
- 温水洋一

ナレーション
- 市川展丈（タカトシ温水）（美川憲一&はるな愛のぶらり旅）（フットボールアワーの離島へ行こう!）
- 玄田哲章（有吉くんの正直さんぽ）

増岡の後任として2020年10月31日放送分より担当。
ほか

## 過去の出演者
有吉くんの正直さんぽ
- 増岡弘（ナレーション）（2012年4月21日 - 2019年6月29日・2019年9月7日 - 2020年1月25日）

放送開始当初から2019年6月29日放送分まで全ての回を担当していた。同年7月13日から8月10日放送分までの4回を一時的に休演していたが、9月7日放送分から復帰し、生前最後の収録となった2020年1月25日放送分（同年1月23日収録)まで継続した。
それから約2か月後の2020年3月21日に死去。4月4日の放送では番組の序盤に追悼テロップが流れた後、番組終了後に追悼VTRが放送された。
タカトシ温水の明日行ける!小さな旅
- 三田友梨佳（フジテレビアナウンサー、2013年4月6日 - 2013年9月28日）

## 放送リスト
有吉くんの正直さんぽ
| 回  | 放送日                                   | 場所 | ゲスト                                             | 備考 |
| --- | ---------------------------------------- | --- | -------------------------------------------------- | --- |
| 1   | 2012年9月8日                             | 東京都新宿区 中井                                                                                          | 小森純                                             | 温水が舞台公演出演中のため途中退場。 |
| 2   | 2012年9月29日                            | 東京都荒川区 西日暮里（三河島）                                                                            | 小島慶子                                           | |
| 3   | 2012年10月6日                            | 東京都千代田区 神田小川町                                                                                  | YOU                                                | |
| 4   | 2012年11月10日                           | 東京都墨田区 東向島                                                                                        | 森泉                                               | |
| -   | 2012年11月14日 19:00 - 21:54             | 千葉県勝浦市                                                                                               | 福田彩乃 渡辺直美                                  | 秋のハッピーぶらり旅SP! ④ 3時間SPの一つとして放送。 |
| 5   | 2012年11月17日                           | 東京都板橋区 下赤塚                                                                                        | 鈴木奈々                                           | |
| 6   | 2012年12月8日                            | 東京都荒川区 熊野前                                                                                        | 磯野貴理子                                         | 『はやく起きた朝は…』レギュラー出演者として第1号のゲスト出演。 |
| 7   | 2012年12月15日                           | 東京都杉並区 西荻窪                                                                                        | 栗原類 神戸蘭子 ノブ&フッキー                      | |
| 8   | 2013年1月12日                            | 東京都調布市 深大寺                                                                                        | 栗原類                                             | |
| 9   | 2013年1月19日                            | 東京都豊島区 西巣鴨                                                                                        | 亜里沙 スギちゃん                                  | タカは欠席。 |
| 10  | 2013年2月9日                             | 東京都北区 田端                                                                                            | 小森純                                             | |
| 11  | 2013年2月16日                            | 東京ディズニーランド                                                                                       | 栗原類                                             | |
| 12  | 2013年3月9日                             | 東京ディズニーシー                                                                                         | 矢口真里                                           | |
| 13  | 2013年3月16日                            | 東京都中央区 月島                                                                                          | 北斗晶                                             | |
| 14  | 2013年4月6日                             | 根岸線（神奈川県横浜市）                                                                                   | 尾木直樹 キンタロー。                              | |
| 15  | 2013年4月13日                            | 青梅線 | 柴田理恵 ノブ&フッキー                             | |
| 16  | 2013年5月4日                             | 千葉県佐倉市 千葉県成田市                                                                                  | 森泉                                               | |
| 17  | 2013年5月11日                            | 東京都 高尾山                                                                                              | 水沢アリー 渡辺直美                                | |
| 18  | 2013年6月1日                             | 東急大井町線                                                                                               | 小川菜摘 前川紘毅                                  | |
| 19  | 2013年6月8日                             | 東武野田線（千葉県野田市） 東武伊勢崎線（東武スカイツリーライン）（埼玉県春日部市）                        |                                                    | |
| 20  | 2013年6月29日                            | 横須賀線（北鎌倉駅）                                                                                       | 小原正子                                           | |
| 21  | 2013年7月6日                             | 富士急行線（富士登山電車）                                                                                 | 坂上忍                                             | |
| 22  | 2013年7月27日                            | 富士山 山梨県富士吉田市 山梨県忍野村 山梨県富士河口湖町                                                    | なだぎ武                                           | |
| 23  | 2013年8月3日                             | 北海道小樽市                                                                                               |                                                    | |
| 24  | 2013年8月24日                            | 湘南 神奈川県茅ヶ崎市 神奈川県大磯町                                                                       | 具志堅用高                                         | |
| 25  | 2013年8月31日                            | 房総 | 野沢直子                                           | |
| 26  | 2013年9月21日                            | 東京都 秋川渓谷                                                                                            | 小川菜摘                                           | |
| 27  | 2013年9月28日 12:00 - 13:25 （5分短縮）  | 東京都中央区築地                                                                                           | 西内まりや 山本裕典                                | |
| 28  | 2013年10月19日                           | 松輪 | 坂上忍                                             | |
| 29  | 2013年10月26日                           | 千葉県館山市                                                                                               | 中村俊介 渡辺直美 蛭子能収                         | |
| 30  | 2013年11月16日                           | 神田川 | 村上信五                                           | |
| 31  | 2013年11月23日                           | 筑波山 茨城県土浦市 茨城県つくば市                                                                         | 小沢仁志                                           | |
| 32  | 2013年12月14日                           | 東京都葛飾区 千葉県松戸市 千葉県白井市                                                                     | 柴田理恵                                           | |
| 33  | 2013年12月21日                           | 奥湯河原 神奈川県小田原市 神奈川県真鶴町 神奈川県湯河原町                                                  | ガダルカナル・タカ 荒川静香                        | |
| 34  | 2014年1月25日                            | 埼玉県川越市 埼玉県東松山市 埼玉県熊谷市 埼玉県深谷市                                                      | JOY                                                | |
| 35  | 2014年2月1日                             | 房総 | 西村和彦                                           | |
| 36  | 2014年2月22日                            | 茨城県石岡市 茨城県小美玉市 茨城県水戸市 茨城県ひたちなか市 茨城県大洗町                                   | 細川茂樹 柳沢慎吾 小野ゆり子                       | |
| 37  | 2014年3月1日                             | 神奈川県鎌倉市 神奈川県逗子市 神奈川県横須賀市                                                             | 神保悟志 池田鉄洋 柄本佑                           | |
| 38  | 2014年3月22日                            | 南房総 | 尾木直樹                                           | |
| 39  | 2014年3月29日                            | 三浦半島 筑波山 奥湯河原                                                                                   | 坂上忍 小沢仁志 ガダルカナル・タカ 荒川静香        | 総集編 |
| 40  | 2014年4月19日                            | 埼玉県春日部市 千葉県野田市 茨城県古河市 茨城県八千代町                                                    | 大友康平 福田沙紀 蛭子能収                         | |
| 41  | 2014年4月26日                            | 外房 | 鈴木砂羽 池田鉄洋 宍戸開                           | |
| 42  | 2014年5月24日                            | 静岡県三島市 静岡県富士市 静岡県静岡市                                                                     | 坂上忍                                             | |
| 43  | 2014年5月31日                            | 埼玉県吉川市 埼玉県松伏町 千葉県野田市 茨城県坂東市 茨城県守谷市 茨城県つくばみらい市                      | 佐々木健介 大林素子 ノブ&フッキー                  | |
| 44  | 2014年6月21日                            | 東京都青梅市 東京都羽村市 東京都あきる野市 東京都日の出町 東京都檜原村                                     | 川合俊一 美保純                                    | |
| 45  | 2014年6月28日                            | 南房総 | 軽部真一 高嶋ちさ子                                | |
| 46  | 2014年7月19日                            | 千葉県香取                                                                                                 | 田中直樹 西村和彦                                  | |
| 47  | 2014年7月26日                            | 千葉県匝瑳                                                                                                 | 金山一彦 平泉成                                    | |
| 48  | 2014年8月16日                            | 埼玉県滑川町 埼玉県熊谷市 埼玉県嵐山町 埼玉県ときがわ町                                                    | 大林素子 桂文枝                                    | |
| 49  | 2014年8月23日                            | 南房総 | やくみつる 蝶野正洋                                | |
| 50  | 2014年9月13日                            | 埼玉県行田市 埼玉県熊谷市 群馬県千代田町                                                                   | 千葉真一 武田梨奈 神保悟志                         | |
| 51  | 2014年9月20日                            | 山梨県甲府市 山梨県笛吹市 山梨県甲州市                                                                     | マッハ文朱 いとうまい子                            | |
| 52  | 2014年10月11日                           | 静岡県沼津市 静岡県三島市 静岡県伊豆の国市                                                                 | 白竜 小椋久美子                                    | |
| 53  | 2014年10月18日                           | 兵庫県神戸市 兵庫県三田市 兵庫県篠山市                                                                     | 坂田利夫 モモコ                                    | |
| 54  | 2014年11月8日                            | 房総 | 金子昇 渡辺直美                                    | |
| 55  | 2014年11月15日                           | 神奈川県横浜市 神奈川県横須賀市 神奈川県逗子市                                                             | 竹内力 RIKACO                                      | |
| 56  | 2014年12月6日                            | 茨城県牛久市 茨城県つくば市 茨城県阿見町 茨城県稲敷市                                                      | 田村亮 川合俊一                                    | |
| 57  | 2014年12月13日                           | 埼玉県入間市 東京都青梅市 埼玉県飯能市 埼玉県毛呂山町                                                      | 武田修宏 夏樹陽子                                  | |
| -   | 2015年1月3日 6:00 - 9:00                 | |                                                    | 傑作選 |
| 58  | 2015年1月10日 12:00 - 14:00              | 新潟県南魚沼市 新潟県小千谷市 新潟県長岡市 新潟県寺泊町                                                    | 陣内智則 山村紅葉 丸岡いずみ                       | 30分拡大SP |
| 59  | 2015年1月17日                            | 外房 | 松本伊代 木村祐一                                  | |
| 60  | 2015年2月7日                             | 南房総 | 坂上忍 ゴリ（ガレッジセール）                      | |
| 61  | 2015年2月14日                            | 茨城県つくば市 茨城県土浦市 茨城県石岡市                                                                   | 福田充徳（チュートリアル） ガダルカナル・タカ      | |
| 62  | 2015年3月7日                             | 神奈川県小田原市 神奈川県箱根町                                                                            | 鈴木砂羽 小沢仁志                                  | |
| 63  | 2015年3月14日                            | 房総 | DAIGO 間寛平                                       | ここまで12:00 - 13:30枠で月2回の放送。 |
| 64  | 2015年4月25日 9:55 - 11:25               | 静岡県裾野市 静岡県三島市 静岡県伊豆市                                                                     | 国生さゆり 黒木啓司（EXILE）                       | チャンネル∑枠での放送。 ここから月1回の放送。 |
| 65  | 2015年5月30日 9:55 - 11:25               | 千葉県香取市 （佐原、小見川）                                                                              | 千原せいじ（千原兄弟） 高橋ひとみ                  | チャンネル∑枠での放送。 |
| 66  | 2015年7月4日 9:55 - 11:25                | 静岡県富士宮市                                                                                             | 若林豪 松本伊代                                    | チャンネル∑枠での放送。 |
| -   | 2015年7月19日 16:00 - 17:25              | 富山県富山市（富山駅） 富山県射水市 富山県高岡市 岐阜県白川村（白川郷）                                    | 松木安太郎 田村亮                                  | 日曜スペシャル枠での放送。 放送日が日曜のため、『タカトシ&温水の路線バスの旅』として放送。 2015年7月のみ月2回の放送。 |
| 67  | 2015年8月1日 9:55 - 11:25                | 神奈川県横浜市 神奈川県横須賀市 神奈川県三浦市                                                             | コロッケ                                           | チャンネル∑枠での放送。 タカが収録当日に足を捻挫し、骨折の疑いがあることから、OPに登場後病院に直行（骨折ではなかったが、全治2週間の重度の捻挫と判明）。ED（目的地）である三崎まぐろ店から合流したため、OPとEDのみの出演となった。 |
| 68  | 2015年9月19日 9:55 - 11:25               | 神奈川県相模原市（相模湖） 東京都八王子市高尾山                                                            | 真琴つばさ                                         | チャンネル∑枠での放送。 |
| 69  | 2015年9月26日 9:55 - 11:40               | 群馬県渋川市（伊香保町） 榛名山                                                                            | いとうまい子                                       | チャンネル∑枠での放送。 タカトシが前日の仕事の関係で番組の途中からの登場。 土曜11:25 - 11:40枠で放送されていた『噂にアタックNo.1』が2015年9月19日で終了したため11:40までの放送。 2015年7月以来の月2回の放送で、同年3月以来の2週連続の放送。                                                                                                   |
| -   | 2015年10月18日 16:00 - 17:25             | 京都府宇治市（平等院） 京都府京都市 （中書島、祇園、出町柳、貴船）                                         | 清水圭 香坂みゆき夫妻                              | 日曜スペシャル枠での放送。 放送日が日曜のため、『タカトシ&温水の路線バスの旅』として放送。 オープニング曲が通常の『青春時代』（森田公一とトップギャラン）ではなく、『京都の恋』（渚ゆう子）に変更された。 |
| 70  | 2015年11月7日 9:55 - 11:40               | 千葉県南房総                                                                                               | 早見優                                             | チャンネル∑枠での放送。 |
| 71  | 2015年11月21日 9:55 - 11:40              | 長野県上田市 長野県東御市 長野県佐久市                                                                     | 渡辺直美                                           | チャンネル∑枠での放送。 |
| 72  | 2015年12月19日 9:55 - 11:40              | 東京都中央区築地 東京都台東区上野 （アメヤ横丁） 東京都台東区浅草（浅草寺）                                | 小沢仁志 かとうれいこ                              | チャンネル∑枠での放送。コミュニティバスを利用。 |
| -   | 2016年1月3日 7:00 - 9:00                 | |                                                    | 傑作選（第58回と第69回のダイジェスト版） |
| 73  | 2016年1月9日 9:55 - 11:40                | 東京都台東区谷中 東京都台東区東上野 （上野コリアンタウン） 東京都墨田区押上                                | 松本伊代                                           | チャンネル∑枠での放送。第72回同様コミュニティバスを利用。 |
| -   | 2016年1月17日 16:00 - 17:25              | 宮城県仙台市（仙台城址、朝市） 宮城県利府町 松島                                                           | 真琴つばさ                                         | 日曜スペシャル枠での放送。 放送日が日曜のため、『タカトシ&温水の路線バスの旅』として放送。 |
| 74  | 2016年2月13日 9:55 - 11:40               | 東京都八王子市高尾 （裏高尾） 神奈川県相模原市麻溝台（たまご街道）                                         | 高橋ひとみ                                         | チャンネル∑枠での放送。 |
| 75  | 2016年3月12日 9:55 - 11:40               | 神奈川県横浜市                                                                                             | 紫吹淳                                             | チャンネル∑枠での放送。 |
| -   | 2016年3月13日 16:05 - 17:20              | 愛知県知多郡南知多町                                                                                       | コロッケ                                           | 日曜スペシャル枠での放送。 放送日が日曜のため、『タカトシ&温水の路線バスの旅』として放送。 |
| 76  | 2016年4月9日                             | 京都府京都市（祇園） 京都府京都市左京区（大原）                                                            | 杉本彩 松山禎秀夫妻                                | 今回から12:00 - 13:30で隔週放送。 |
| 77  | 2016年4月23日                            | 千葉県勝浦市                                                                                               | 木村祐一                                           | |
| 78  | 2016年5月7日                             | 神奈川県小田原市                                                                                           | 松木安太郎                                         | |
| 79  | 2016年5月21日                            | 茨城県筑波山                                                                                               | コロッケ                                           | 2013年11月23日放送で筑波山を訪れた際、生憎の悪天候で夕日どころか景色が見られなかったため、リベンジ企画として放送。 しかし、収録当時の日没時間では、ケーブルカーの最終便に間に合わないため山頂から夕日を見ることはできず、下山後に筑波山中腹のレストランから夕日を見ることになった。                                                           |
| 80  | 2016年6月4日                             | 神奈川県茅ヶ崎市 神奈川県平塚市 神奈川県厚木市                                                             | 渡辺直美                                           | |
| 81  | 2016年7月2日                             | 静岡県清水市（三保松原、清水次郎長生家跡） 静岡県静岡市 静岡県藤枝市（宇津ノ谷）                           | 遼河はるひ                                         | |
| 82  | 2016年7月16日                            | 茨城県潮来市 茨城県鉾田市 茨城県東茨城郡大洗町 茨城県水戸市                                                | 大林素子                                           | 潮来市から鉾田市への移動には、高速バスの「あそう号」（実際に乗車した区間はすべて一般道）を利用しているが、途中経由する行方市には立ち寄っていない。 |
| 83  | 2016年7月30日                            | 長崎県長崎市 （出島、大浦天主堂、グラバー園）                                                              | 木村祐一                                           | 今回は通常の路線バスに加えて、路面電車（長崎電気軌道）を利用した。 |
| 84  | 2016年8月13日                            | 神奈川県鎌倉市 神奈川県葉山町                                                                              | ほんこん                                           | |
| 85  | 2016年8月27日                            | 千葉県富津市 千葉県鴨川市                                                                                  | 把瑠都                                             | |
| 86  | 2016年9月10日                            | 千葉県山武郡九十九里町 千葉県東金市 千葉県成田市（成田山新勝寺）                                           | RIKAKO                                             | |
| 87  | 2016年9月24日                            | 神奈川県藤沢市江の島 神奈川県鎌倉市 神奈川県横浜市                                                         | 渡辺直美                                           | ロケ当時は台風が接近していた。 |
| 88  | 2016年10月8日                            | 神奈川県横浜市                                                                                             | コロッケ                                           | 通常の路線バスに加えて水上バスを利用した。 |
| 89  | 2016年10月22日                           | 栃木県日光市、栃木県宇都宮市                                                                               | 川合俊一                                           | |
| 90  | 2016年11月5日                            | 山梨県 | 木村祐一                                           | |
| 91  | 2016年11月19日                           | 房総 | 遼河はるひ                                         | |
| 92  | 2016年12月17日                           | 茨城県 | ピーター                                           | |
| 93  | 2017年1月14日                            | 石川県金沢市                                                                                               | IVAN                                               | |
| 94  | 2017年1月28日                            | 南房総 | 真壁刀義                                           | |
| 95  | 2017年2月11日                            | 静岡県、山梨県                                                                                             | 熊田曜子                                           | |
| 96  | 2017年3月11日                            | 群馬県 | 木村祐一                                           | |
| 97  | 2017年3月25日                            | 兵庫県神戸市                                                                                               | ピーター 佐藤仁美                                  | |
| 98  | 2017年4月8日                             | 神奈川県横須賀市                                                                                           | 渡辺直美                                           | |
| 99  | 2017年4月22日                            | 駿河湾 | 大林素子                                           | |
| 100 | 2017年5月6日                             | 亀戸香取神社から東京ディズニーランド                                                                       | 把瑠都                                             | |
| 101 | 2017年5月20日                            | 房総 | IVAN                                               | |
| 102 | 2017年6月3日                             | 東松山 | 高橋ひとみ                                         | |
| 103 | 2017年6月17日                            | 群馬県桐生市から栃木県足利市                                                                               | 遼河はるひ                                         | |
| 104 | 2017年7月1日                             | 埼玉県狭山市から埼玉県川越市                                                                               | いとうまい子                                       | |
| 105 | 2017年7月15日                            | 神奈川県小田原市                                                                                           | 篠原ともえ                                         | |
| 106 | 2017年7月29日                            | 茨城県 | 浜口京子                                           | |
| 107 | 2017年8月12日                            | |                                                    | |
| 108 | 2017年8月26日                            | |                                                    | |
| 109 | 2017年9月9日                             | |                                                    | |
| 110 | 2017年10月7日                            | |                                                    | |
| 111 | 2017年10月21日                           | |                                                    | |
| 112 | 2017年11月4日                            | |                                                    | |
| 113 | 2017年11月18日 12:00 - 15:25             | |                                                    | |
| 114 | 2017年12月2日                            | |                                                    | |
| 115 | 2017年12月16日                           | |                                                    | |
| 116 | 2018年1月6日                             | |                                                    | |
| 117 | 2018年1月20日                            | |                                                    | |
| 118 | 2018年2月3日                             | |                                                    | |
| 119 | 2018年2月17日                            | |                                                    | |
| 120 | 2018年3月3日                             | |                                                    | |
| 121 | 2018年3月17日                            | |                                                    | |
| -   | 2018年3月31日 15:30 - 17:30              | |                                                    | 放送時間を延長し、夕方に2時間SPで放送 |
| 122 | 2018年4月28日                            | |                                                    | |
| 123 | 2018年5月12日                            | |                                                    | |
| -   | 2018年5月19日 15:30 - 17:30              | |                                                    | 放送時間を延長し、夕方に2時間SPで放送 |
| 124 | 2018年5月26日                            | |                                                    | |
| 125 | 2018年6月9日                             | |                                                    | |
| 126 | 2018年6月23日                            | |                                                    | |
| 127 | 2018年7月7日                             | |                                                    | |
| 128 | 2018年7月21日                            | |                                                    | |
| 129 | 2018年8月4日 12:00 - 14:00               | |                                                    | 30分拡大SP |
| 130 | 2018年8月18日                            | |                                                    | |
| 131 | 2018年9月1日                             | |                                                    | |
| 132 | 2018年9月15日                            | |                                                    | |
| 133 | 2018年9月29日                            | |                                                    | |
| 134 | 2018年10月13日                           | |                                                    | |
| -   | 2018年10月20日 15:30 - 17:30             | |                                                    | 放送時間を延長し、夕方に2時間SPで放送 |
| 135 | 2018年10月27日                           | |                                                    | |
| 136 | 2018年11月10日                           | |                                                    | |
| -   | 2018年11月24日 15:30 - 17:30             | |                                                    | 放送時間を延長し、夕方に2時間SPで放送 |
| 137 | 2018年12月8日                            | |                                                    | |
| 138 | 2018年12月22日                           | |                                                    | |
| 139 | 2019年1月5日                             | |                                                    | |
| 140 | 2019年1月19日                            | |                                                    | |
| 141 | 2019年2月2日                             | |                                                    | |
| 142 | 2019年2月16日                            | |                                                    | |
| 143 | 2019年3月2日                             | |                                                    | |
| 144 | 2019年3月16日                            | |                                                    | |
| 145 | 2019年3月30日 12:00 - 15:25              | |                                                    | |
| 146 | 2019年4月13日                            | |                                                    | |
| 147 | 2019年5月11日                            | |                                                    | |
| 148 | 2019年5月25日                            | |                                                    | |
| 149 | 2019年6月8日                             | |                                                    | |
| 150 | 2019年6月22日                            | |                                                    | |
| 151 | 2019年7月6日                             | |                                                    | |
| 152 | 2019年7月20日                            | 神奈川県足柄下郡真鶴町 神奈川県足柄下郡湯河原町 静岡県熱海市                                               |                                                    | |
| 153 | 2019年8月3日                             | |                                                    | |
| 154 | 2019年8月17日                            | |                                                    | |
| 155 | 2019年8月31日                            | |                                                    | |
| 156 | 2019年9月14日                            | 神奈川県横須賀市 神奈川県三浦郡葉山町 神奈川県逗子市 神奈川県藤沢市                                        |                                                    | |
| 157 | 2019年9月28日                            | |                                                    | |
| 158 | 2019年10月12日                           | 神奈川県三浦市真鶴町 神奈川県横須賀市                                                                      |                                                    | |
| 159 | 2019年10月26日                           | |                                                    | |
| 160 | 2019年11月9日                            | |                                                    | |
| -   | 2019年11月23日 15:30 - 17:30             | 神奈川県横浜市 神奈川県鎌倉市                                                                              | アンミカ                                           | 放送時間を延長し、夕方に2時間SPで放送 |
| 161 | 2019年12月7日                            | 神奈川県葉山町 神奈川県逗子市                                                                              | ガダルカナル・タカ                                 | |
| 162 | 2019年12月21日                           | |                                                    | |
| 163 | 2020年1月4日                             | |                                                    | |
| 164 | 2020年1月18日                            | |                                                    | |
| 165 | 2020年2月1日                             | |                                                    | |
| 166 | 2020年2月15日                            | 神奈川県鎌倉市・北鎌倉 神奈川県茅ヶ崎市                                                                    | 荒木由美子 湯原昌幸夫妻                            | 湯原は番組終盤からサプライズゲストの形で登場し、エンディングまで出演。 |
| 167 | 2020年2月29日                            | 埼玉県東松山市 埼玉県川越市                                                                                | 大林素子                                           | |
| 168 | 2020年3月14日                            | 神奈川県横浜市金沢区・金沢文庫 神奈川県三浦市                                                              | 近藤芳正                                           | |
| 169 | 2020年3月28日                            | 千葉県 | 西川史子                                           | |
| 170 | 2020年6月6日                             | 茨城県ひたちなか市 茨城県大洗町 茨城県水戸市                                                               | 大江裕                                             | |
| 171 | 2020年6月20日                            | 茨城県桜川市 茨城県つくば市                                                                                | 小手伸也                                           | |
| 172 | 2022年4月23日                            | 千葉県御宿町 千葉県勝浦市 千葉県大多喜町                                                                   | ガダルカナル・タカ                                 | 新型コロナウイルスの影響により、およそ2年ぶりの新作。 2022年3月22日にロケが行われた。 |
| 173 | 2022年5月7日                             | 東京都奥多摩                                                                                               | 大江裕                                             | |
| 174 | 2022年5月21日                            | 東京都檜原村                                                                                               | 橋本マナミ                                         | |
| 175 | 2022年6月4日                             | 神奈川県葉山町 神奈川県横須賀市 神奈川県三浦市                                                             | 雛形あきこ                                         | |
| 176 | 2022年6月18日                            | 茨城県坂東市 茨城県つくばみらい市 茨城県守谷市                                                             | 大林素子                                           | |
| 177 | 2022年7月2日                             | 東京都青梅市                                                                                               | 近藤芳正                                           | |
| 178 | 2022年7月16日                            | 東京都八王子市                                                                                             | 荒木由美子                                         | |
| 179 | 2022年7月30日                            | 千葉県房総                                                                                                 | ギャル曽根                                         | |
| 180 | 2022年8月13日                            | 東京都調布市深大寺 東京都小金井市                                                                          | 大江裕                                             | |
| 181 | 2022年8月27日                            | 神奈川県鎌倉市                                                                                             | 杉山愛                                             | 温水が収録当日（2022年7月12日）は椎間板ヘルニアを発症してしまったため、一部タカトシとゲストの杉山の3人とは別のルートで目的地のお店に先回りした。 |
| 182 | 2022年10月8日                            | 神奈川県小田原市                                                                                           | 夏樹陽子                                           | |
| 183 | 2022年11月5日                            | 神奈川県三浦市 神奈川県横須賀市                                                                            | 高島礼子                                           | |
| 184 | 2022年12月3日                            | 埼玉県川越市                                                                                               | 大江裕                                             | |
| 185 | 2022年12月17日                           | 静岡県熱海市                                                                                               | ガダルカナル・タカ                                 | |
| 186 | 2023年1月14日                            | 神奈川県横浜市                                                                                             | 杉山愛                                             | |
| 187 | 2023年1月28日                            | 千葉県鴨川市 千葉県君津市                                                                                  | 雛形あきこ                                         | |
| 188 | 2023年2月11日                            | 神奈川県藤沢市江ノ島                                                                                       | 大林素子                                           | |
| 189 | 2023年2月25日                            | 埼玉県秩父市 埼玉県秩父郡長瀞町 埼玉県秩父郡横瀬町                                                         | 松木安太郎                                         | 松木安太郎が出演するのは2016年5月7日以来約7年ぶりとなった。 |
| 190 | 2023年3月11日                            | 神奈川県横浜市                                                                                             | 荒木由美子                                         | 終盤で湯原昌幸が登場し、2020年2月以来となる夫婦共演となった。 |
| 191 | 2023年3月25日                            | 神奈川県葉山町 神奈川県横須賀市                                                                            | ガダルカナル・タカ                                 | |
| 192 | 2023年4月15日                            | 神奈川県鎌倉市                                                                                             | りんごちゃん                                       | |
| 193 | 2023年4月29日                            | 東京都青梅市                                                                                               | 杉山愛                                             | |
| 194 | 2023年5月20日                            | 神奈川県箱根町 神奈川県小田原市                                                                            | 研ナオコ                                           | |
| 195 | 2023年6月3日                             | 千葉県富津市 千葉県木更津市                                                                                | 榊原郁恵                                           | サプライズゲストとして長男の渡辺裕太が登場し、途中までの参加。 |
| 196 | 2023年6月17日                            | 東京都 高尾山 東京都八王子市                                                                               | 大江裕                                             | |
| 197 | 2023年7月1日                             | 静岡県御殿場市 山梨県忍野村 山梨県富士吉田市 山梨県富士河口湖町                                            | 大林素子                                           | |
| 198 | 2023年7月15日                            | 東京都調布市 東京都府中市                                                                                  | りんごちゃん                                       | |
| 199 | 2023年7月29日                            | 埼玉県川越市 埼玉県さいたま市大宮区                                                                        | ガダルカナル・タカ                                 | |
| 200 | 2023年8月12日                            | 神奈川県横浜市                                                                                             | 森泉                                               | 森泉が出演するのは2013年5月4日以来10年3ヶ月ぶりとなった。 |
| 201 | 2023年8月26日                            | 千葉県南房総市 千葉県館山市                                                                                | 磯野貴理子                                         | 磯野貴理子が出演するのは2012年12月8日以来10年8ヶ月ぶりとなった。 今回のみ園田翔がナレーションを担当した。 |
| 202 | 2023年9月9日                             | 神奈川県三浦市                                                                                             | 柴田理恵                                           | 柴田理恵が出演するのは2013年12月14日以来9年9ヶ月ぶりとなった。 タカは欠席。 |
| 203 | 2023年9月23日                            | 神奈川県川崎市                                                                                             | 松居直美                                           | タカは欠席。 松居は『はやく起きた朝は…』のレギュラーであり、『はやく起きた朝は…』からは磯野貴理子以来2人目のゲスト出演（松居はぶらぶらサタデーには初出演だが、磯野は2012年、2023年に続いて2度出演している）。 |
| 204 | 2023年10月7日                            | 東京都世田谷区 東京都目黒区自由が丘                                                                        | 大沢あかね                                         | |
| 205 | 2023年10月21日                           | 千葉県浦安市 東京都江戸川区 東京都葛飾区 東京都江東区                                                      | 榊原郁恵                                           | |
| 206 | 2023年11月4日 12:00 - 13:00 （30分短縮） | 静岡県伊東市                                                                                               | 杉山愛                                             | |
| 207 | 2023年11月18日                           | 群馬県高崎市 群馬県北群馬郡吉岡町 群馬県渋川市                                                             | 高橋ひとみ                                         | 高橋ひとみが出演するのは2017年6月3日以来6年5ヶ月ぶりとなった。 |
| 208 | 2023年12月2日                            | 神奈川県横浜市                                                                                             | キンタロー。                                       | キンタロー。が出演するのは2013年4月6日以来10年8ヶ月ぶりとなった。 |
| 209 | 2023年12月16日                           | 埼玉県所沢市 埼玉県川越市                                                                                  | 村上佳菜子                                         | |
| 210 | 2024年1月6日                             | 神奈川県箱根町 静岡県三島市 静岡県沼津市                                                                   | 藤あや子                                           | |
| 211 | 2024年1月20日 12:00 - 14:30 （60分拡大） | 都電荒川線                                                                                                 | 柴田理恵（前半） 北斗晶（後半） 佐々木健介（後半） | ぶらぶらサタデー特別編として放送時間を1時間拡大して放送。 前半はトシがプロデュース、後半は温水がプロデュース。 今回は都電荒川線での移動だが、路線バスも利用した。 北斗晶が出演するのは2013年3月16日以来10年10ヶ月ぶりで、佐々木健介が出演するのは2014年5月31日以来約9年8ヶ月ぶりとなった。 サプライズで佐々木健介が登場し、夫婦共演となった。 |
| 212 | 2024年2月3日                             | 静岡県熱海市                                                                                               | 清水ミチコ                                         | |
| 213 | 2024年2月17日                            | 神奈川県鎌倉市                                                                                             | 名取裕子                                           | |
| 214 | 2024年3月2日                             | 千葉県鴨川市 千葉県君津市                                                                                  | 岡本知高                                           | 当初のロケ日では温水も出演する予定だったが、大雪のためロケ日が変更になったため、温水が大阪で舞台公演出演中のため欠席となったため、テレビ電話でタカトシとゲストの岡本に挨拶をした。 |
| 215 | 2024年3月16日                            | 茨城県水戸市 茨城県大洗町                                                                                  | 由美かおる                                         | |
| 216 | 2024年3月30日                            | 神奈川県二宮町 神奈川県大磯町 神奈川県茅ヶ崎市 神奈川県藤沢市                                              | 磯野貴理子                                         | |
| 217 | 2024年4月13日                            | 栃木県日光市 栃木県宇都宮市                                                                                | 夢グループ（石田重廣、保科有里）                   | |
| 218 | 2024年4月27日                            | 千葉県市原市 千葉県大多喜町 千葉県いすみ市                                                                 | ガダルカナル・タカ 木全翔也（JO1）                 | 今回は通常の路線バスに加えて、電車（いすみ鉄道）を利用した。 |
| 219 | 2024年5月11日                            | 神奈川県鎌倉市 神奈川県逗子市 神奈川県葉山町 神奈川県横須賀市                                              | 大沢あかね                                         | |
| 220 | 2024年5月25日                            | 静岡県静岡市                                                                                               | 森尾由美                                           | 森尾は初出演。ちなみに『はやく起きた朝は…』のレギュラーでもあり、タカトシと温水とは『はやく起きた朝は…』のレギュラー全員と共演したことになる。 |
| 221 | 2024年6月8日                             | 神奈川県箱根町 神奈川県小田原市                                                                            | 新山千春                                           | 今回は前半を電車（箱根登山鉄道）、後半を通常と同じ路線バス（箱根登山バス・箱根町線）を利用した。新山千春は初出演。 |
| 222 | 2024年6月22日                            | 埼玉県さいたま市大宮区 埼玉県川越市                                                                        | 山田邦子                                           | 山田は番組初出演。 |
| 223 | 2024年7月6日                             | 東京都台東区上野（アメヤ横丁、新御徒町） 東京都台東区蔵前 東京都台東区浅草（奥浅草）                       | 柴田理恵                                           | 今回は温水の持ち込み企画で都営バスの貸切専用車両を使って行われた。また、番組の終盤で元ビューティー・ペアのマキ上田が出演。 |
| 224 | 2024年7月20日                            | 千葉県袖ケ浦市 千葉県木更津市 千葉県君津市                                                                 | 天童よしみ                                         | 天童よしみは初出演。木更津駅前では温水の還暦祝いを敢行した（ロケの1週間後が温水の誕生日であったため）。 |
| 225 | 2024年8月3日                             | 神奈川県川崎市                                                                                             | いっこく堂                                         | |
| 226 | 2024年8月17日                            | 長野県軽井沢町 群馬県草津町                                                                                | 榊原郁恵                                           | |
| 227 | 2024年8月31日                            | 神奈川県鎌倉市 神奈川県横浜市金沢区（横浜・八景島シーパラダイス）                                          | かなで（3時のヒロイン）                            | |
| 228 | 2024年9月14日                            | 山梨県忍野村 山梨県富士吉田市                                                                              | 北斗晶                                             | |
| 229 | 2024年9月28日                            | 東京都奥多摩町                                                                                             | 土屋アンナ                                         | |
| 230 | 2024年10月12日                           | 東京都中央区（東京駅八重洲口、築地場外市場、銀座・歌舞伎座裏） 東京都港区（麻布十番） 東京都渋谷区（広尾） | 新山千春                                           | 新山は#221以来2度目の出演。今回は新山の持ち込み企画で#223同様都営バスの貸切専用車両を使って行われた。 |
| 231 | 2024年11月9日                            | 東京都八王子市（高尾山）                                                                                   | 高橋みなみ                                         | 高橋は初出演。今回は高橋の持ち込み企画で行われたが、タカトシと温水が交通事故による渋滞で到着が遅れたため、オープニングを高橋が単独で行った。 |
| 232 | 2024年11月23日                           | 栃木県那須塩原市・那須町                                                                                   | 杉田かおる                                         | 杉田は初出演。 |
| 233 | 2024年12月7日                            | 神奈川県鎌倉市 神奈川県藤沢市                                                                              | 名取裕子                                           | 名取は初出演。今回は全編江ノ島電鉄・電鉄線を利用して行われた。 |
| 234 | 2024年12月21日                           | 神奈川県横浜市                                                                                             | SHELLY                                             | SHELLYは初出演。今回はSHELLYの持ち込み企画で、全編クリスマススペシャルとして放送。なお、オープニングはクリスマスに因んで『恋人たちのクリスマス』（マライア・キャリー）に変更。 |
| 235 | 2025年1月4日                             | 静岡県熱海市                                                                                               | 土屋アンナ                                         | |
| 236 | 2025年1月18日                            | 東京都台東区 東京都文京区                                                                                  | 柳原可奈子                                         | 柳原可奈子が出演するのは不定期放送だった2010年12月26日以来14年ぶりとなった。 |
| 237 | 2025年2月1日 12:00 - 14:30 （60分拡大）  | 都電荒川線（前半） 東京都豊島区（後半） 東京都板橋区（後半）                                               | 榊原郁恵（前半） 水森かおり（後半）                | ぶらぶらサタデー特別編として放送時間を1時間拡大して放送。 今回は前半のみ全編都電荒川線を利用して行われた。 |
| 238 | 2025年2月15日                            | 栃木県宇都宮市、栃木県日光市                                                                               | 田辺智加（ぼる塾）                                 | 今回は通常の路線バスに加えて、宇都宮ライトレールを利用した。 |
| 239 | 2025年3月1日                             | 神奈川県箱根町 神奈川県小田原市                                                                            | 大沢あかね                                         | |
| 240 | 2025年3月15日                            | 東京都墨田区                                                                                               | 南明奈                                             | 南明奈は初出演。 |
| 241 | 2025年3月29日                            | 千葉県勝浦市 千葉県大多喜町                                                                                | 友近                                               | 友近は初出演。 |
| 242 | 2025年4月12日                            | 東京都葛飾区柴又 東京都葛飾区亀有 東京都葛飾区立石（京成立石駅前）                                         | 鶴田真由                                           | 鶴田真由は初出演。 |
| 243 | 2025年4月26日                            | 東京都渋谷区 神奈川県相模原市 山梨県 静岡県富士宮市                                                        | 森泉                                               | ぶらサタ特別編としてキャンピングカーでの旅となった。 |
| 244 | 2025年5月10日                            | 東京都港区赤坂 東京都港区六本木 東京都港区西麻布                                                           | 哀川翔                                             | 哀川は初出演。 |

## 番組中使用曲
有吉くんの正直さんぽ
- 有吉くん&生野さん「正直に」（番組オリジナル曲）

タカトシ&温水が行く小さな旅シリーズ→タカトシ&温水の路線バスの旅
- 森田公一とトップギャラン「青春時代」（オープニング）
- チューリップ「心の旅」（エンディング）

## スタッフ
有吉くんの正直さんぽ
- 編成企画：林英美→武田誠司→橋本英司
- プロデューサー：永盛健之（D:COMPLEX）
- 演出：三木康一郎・有田武史（D:COMPLEX）→保阪彰史
- 制作著作：D:COMPLEX、オフィスながも

タカトシ&温水が行く小さな旅シリーズ→タカトシ&温水の路線バスの旅・フットボールアワーの離島へ行こう!
- 編成企画：赤池洋文（タカトシ&温水が行く小さな旅シリーズ→タカトシ&温水の路線バスの旅のみ）→武田誠司→橋本英司
- 演出プロデューサー：挾間忠行（ジャパンプロデュース）
- 制作プロデューサー：西村圭二（ジャパンプロデュース）
- ディレクター：坂本裕一・馬庭広明（タカトシ&温水が行く小さな旅シリーズ→タカトシ&温水の路線バスの旅のみ）
- 制作著作：ジャパンプロデュース

## 2012年4月から2015年3月まで（土曜昼時代第1期）

### 出演者
美川憲一&はるな愛のぶらり旅
- 美川憲一
- はるな愛

佳代子・可奈子のぽっちゃりさんぽ
- 大久保佳代子
- 柳原可奈子

藤岡弘、とハリセンボンの人情ぶらり
- 藤岡弘、
- ハリセンボン （近藤春菜、箕輪はるか）

正直女子さんぽ（2015年4月から2016年3月まで『正直さんぽ』枠でレギュラー化）
- 関根麻里
- 柳原可奈子
- 松岡茉優
- 関根麻里の親戚の寿子 （飯尾和樹（ずん））[10]

ナレーション
- 伊藤修子（タカトシ&温水が行く小さな旅シリーズ）（2012年10月 - 2013年3月）
- 池田昌子（佳代子・可奈子のぽっちゃりさんぽ）
- 冨永みーな（正直女子さんぽ）

ほか

### 放送リスト
| 回 | 放送日                       | 場所                                      | ゲスト | 備考 |
| -- | ---------------------------- | ----------------------------------------- | --- | --- |
| 1  | 2012年4月7日                 | 東京都文京区・台東区 谷根千               | 綾部祐二（ピース） | |
| 2  | 2012年4月14日                | 東京都文京区・台東区 谷根千               | 磯野貴理子 | |
| 3  | 2012年5月5日                 | 埼玉県川越市                              | | |
| 4  | 2012年5月12日                | 埼玉県川越市                              | クリス松村 | |
| 5  | 2012年6月2日                 | 東京都千代田区・新宿区 神田川下り・神楽坂 | 吉村崇（平成ノブシコブシ） | |
| 6  | 2012年6月9日                 | 東京都千代田区・新宿区 神田川下り・神楽坂 | AKIRA 前田美波里 | |
| 7  | 2012年6月30日                | 千葉県館山市・南房総市                    | ツネ（2700） 八十島（2700） | |
| 8  | 2012年7月7日                 | 東京都北区 十条周辺                       | 小森純 パク・ジュニョン | |
| 9  | 2012年7月28日                | 千葉県木更津市                            | 神田うの | |
| 10 | 2012年8月4日                 | 東京都お台場・浅草・隅田橋ライン          | 福田彩乃 | |
| 11 | 2012年8月25日                | 東京都京島・砂町銀座                      | 清水圭 | |
| -  | 2012年11月14日 19:00 - 21:54 | 神奈川県箱根町                            | 小森純 椿鬼奴 | 秋のハッピーぶらり旅SP! ② 3時間SPの一つとして放送。 |
| -  | 2013年3月8日 19:00 - 20:54   | 神奈川県鎌倉市                            | 武井壮 森泉 ユージ | 春のハッピーぶらり旅SP! ② 2時間SPの一つとして放送。 |
| -  | 2013年10月27日 19:00 - 20:54 | 埼玉県長瀞町                              | 清水良太郎（長瀞の旅本編） 尾木直樹（倍返ししたいゲスト第3位） 鈴木奈々（倍返ししたいゲスト第2位） 冨士眞奈美・岩崎リズ（倍返ししたいゲスト第1位） | 本来は当日16:00 - 17:25にフジテレビ・長野放送のみで放送されるはずであったが、『ほこ×たて』放送打ち切りの影響で、急遽19:00 - 20:54に枠移動・拡大・全国ネットに昇格。当初放送予定の長瀞の旅90分に加え、後半30分を「美川が倍返ししたいゲスト」として、過去の「美川・はるな愛のぶらり旅」の中から印象的だったゲストを特集した総集編を放送。 |
| -  | 2015年1月18日 16:05 - 17:25  | 千葉県南房総市                            | 渡辺直美 夏樹陽子 | 南房総海鮮丼まつり |
| -  | 2016年1月4日 15:00 - 16:30   | 千葉県南房総市                            | コロッケ | 「房総ものまねオヤジ旅」という番組として放送。 |

| 回 | 放送日                       | 場所         | ゲスト            | 備考                                                      |
| -- | ---------------------------- | ------------ | ----------------- | --------------------------------------------------------- |
| -  | 2012年11月14日 19:00 - 21:54 | 東京都表参道 | あき竹城 山村紅葉 | 秋のハッピーぶらり旅SP! ③ 3時間SPの一つとして放送。新作。 |

| 回 | 放送日                      | 場所         | ゲスト           | 備考                         |
| -- | --------------------------- | ------------ | ---------------- | ---------------------------- |
| -  | 2013年5月17日 15:30 - 16:30 | 京都府       | 太田光代         | チャンネルαで放送。          |
| -  | 2013年8月14日 19:00 - 20:54 | 静岡県熱海市 | デヴィ・スカルノ | 夏のハッピーぶらり旅で放送。 |

| 回 | 放送日                       | 場所         | 備考                                                |
| -- | ---------------------------- | ------------ | --------------------------------------------------- |
| -  | 2014年12月27日 12:00 - 13:45 | 千葉県南房総 | 『ぶらぶらサタデー』の特別編として放送。 15分拡大。 |

### 番組中使用曲
美川憲一&はるな愛のぶらり旅
- 美川憲一「さそり座の女」

藤岡弘、とハリセンボンの人情ぶらり
- 藤岡弘&ハリセンボン「ハッピー人情」

正直女子さんぽ
- 正直3姉妹「明日へ てくてく」（番組オリジナル曲）

## ネット局と放送時間
遅れネット局では原則『ぶらぶらサタデー』の冠は外して放送。

### 第1期
| 放送対象地域   | 放送局                    | 系列           | 放送日時           | 遅れ         | 脚注   |
| -------------- | ------------------------- | -------------- | ------------------ | ------------ | ------ |
| 関東広域圏     | フジテレビ（CX）          | フジテレビ系列 | 土曜 12:00 - 13:30 | 制作局       |        |
| 岩手県         | 岩手めんこいテレビ（mit） | フジテレビ系列 | 土曜 12:00 - 13:30 | 同時ネット   |        |
| 静岡県         | テレビ静岡（SUT）         | フジテレビ系列 | 土曜 12:00 - 13:30 | 同時ネット   | [ 11 ] |
| 北海道         | 北海道文化放送（uhb）     | フジテレビ系列 | 土曜 10:40 - 11:40 | 遅れネット   | [ 12 ] |
| 宮城県         | 仙台放送（OX）            | フジテレビ系列 | 土曜 14:50 - 15:50 | 遅れネット   |        |
| 新潟県         | 新潟総合テレビ（NST）     | フジテレビ系列 | 金曜 14:00 - 15:30 | 遅れネット   | [ 13 ] |
| 中京広域圏     | 東海テレビ（THK）         | フジテレビ系列 | 土曜 9:55 - 10:55  | 遅れネット   | [ 14 ] |
| 近畿広域圏     | 関西テレビ（KTV）         | フジテレビ系列 | 日曜 16:00 - 17:30 | 遅れネット   |        |
| 島根県・鳥取県 | 山陰中央テレビ（TSK）※    | フジテレビ系列 | 土曜 15:50 - 16:45 | 遅れネット   |        |
| 秋田県         | 秋田テレビ（AKT）         | フジテレビ系列 | 土曜 13:00 - 13:55 | 遅れネット   | [ 15 ] |
| CS放送         | フジテレビONE※            | リピート放送   | リピート放送       | リピート放送 |        |

※印は、有吉くんの正直さんぽのみ放送。ただし、フジテレビONEのみ、未公開映像も放送している。
- 『有吉くんの正直さんぽ』はテレビ山口（TBS系列）、青森朝日放送（テレビ朝日系列）、『タカトシ&温水が行く小さな旅シリーズ』は青森テレビ（TBS系列）で不定期放送されている。
- また、フジテレビ・岩手めんこいテレビ・テレビ静岡・新潟総合テレビ・フジテレビONE以外は60分の短縮編集版を放送している。
- なお、フジテレビでは、『FNNスピーク』終了後にジャンクションが流れていた。

### 第2期
| 放送対象地域 | 放送局                   | 系列           | 放送日時           | 遅れ       | 脚注   |
| ------------ | ------------------------ | -------------- | ------------------ | ---------- | ------ |
| 関東広域圏   | フジテレビ（CX）         | フジテレビ系列 | 土曜 12:00 - 13:30 | 制作局     |        |
| 福島県       | 福島テレビ（FTV）        | フジテレビ系列 | 土曜 12:00 - 13:30 | 同時ネット | [ 16 ] |
| 新潟県       | NST新潟総合テレビ（NST） | フジテレビ系列 | 土曜 15:00 - 16:30 | 遅れネット |        |

過去のネット局
- テレビ静岡（SUT）- 同時ネットで放送されていたが、2020年3月の放送をもって打ち切り。以降は路線バスで!のみ毎週日曜16時に放送され、正直さんぽは月曜14時台に放送される。（休止の場合が多い）
- 岡山放送（OHK）- 2019年4月6日から同時ネットで放送開始したが、同年10月5日から同時間帯に自社制作番組『ミルンへカモン! なんしょん?』土曜版を放送するため。同年9月28日の放送をもって打ち切り。
- 鹿児島テレビ（KTS） - 番組タイトルを『ぶらぶらサンデー』に改題の上、日曜 12:00 - 13:30で放送していたが、数回で打ち切り。（打ち切り時期不明）

## 2016年4月以降（土曜昼時代第2期）で過去に放送されていた企画

### 出演者
フットボールアワーの離島へ行こう!
- フットボールアワー（2016年6月18日 - 2018年3月17日）

### 放送リスト
| 回 | 放送日                       | 場所           | ゲスト     | 備考                                                                             |
| -- | ---------------------------- | -------------- | ---------- | -------------------------------------------------------------------------------- |
| 1  | 2014年8月3日 16:00 - 17:25   | 香川県塩飽諸島 |            | 「日曜スペシャル」枠での放送                                                     |
| 2  | 2014年11月9日 16:00 - 17:25  | 愛知県佐久島   |            | 「日曜スペシャル」枠での放送                                                     |
| 3  | 2014年12月28日 13:00 - 14:25 | 沖縄県竹富島   |            | 当日は『みんなのKEIBA』が第59回有馬記念開催に伴う拡大放送のため、13:00からの放送 |
| 4  | 2015年9月12日 14:00 - 15:25  | 滋賀県沖島     |            |                                                                                  |
| 5  | 2015年11月15日 16:00 - 17:25 | 沖縄県伊良部島 |            | 「日曜スペシャル」枠での放送                                                     |
| 6  | 2016年2月20日 14:05 - 15:30  | 長崎県福江島   |            |                                                                                  |
| 7  | 2016年6月18日                | 東京都八丈島   | 田中律子   | 「ぶらぶらサタデー」枠では最初の放送                                             |
| 8  | 2016年12月3日                | 沖縄県西表島   | 把瑠都     |                                                                                  |
| 9  | 2017年2月25日                | 石川県能登島   | 遼河はるひ |                                                                                  |
| 10 | 2017年9月23日                | 東京都伊豆大島 | 宮崎美子   |                                                                                  |
| 11 | 2018年3月17日                | 沖縄県石垣島   | 遼河はるひ |                                                                                  |

### 番組中使用曲
フットボールアワーの離島へ行こう!
- 荒井由実「ひこうき雲」（オープニング）
- 中島みゆき「地上の星」（エンディング）